# Richard Irwin Lynch
Pour les articles homonymes, voir Lynch.
Richard Irwin Lynch est un botaniste britannique, né en 1850 à St Germans en Cornouailles et mort le 7 décembre 1924 à  Torquay, Devonshire.
Il entre dans les Jardins botaniques royaux de Kew en 1867. Il est conservateur des jardins botaniques de Cambridge de 1879 à 1919. Il reçoit la médaille d’argent Veitch en 1901, celle en or en 1924 ainsi que la médaille Victoria de l'honneur en 1906. Il est membre de la Société linnéenne de Londres et de la Société royale de botanique. Il est l’auteur de Book of the Iris et de nombreux articles portant sur l’obtention d’hybride.